# توماس إف. إليس
توماس إف. إليس (بالإنجليزية: Thomas F. Ellis)‏ هو محامي أمريكي، ولد في 10 أغسطس 1920، وتوفي في 12 يوليو 2018.